# The Audience’s Listening
The Audience’s Listening — первый сольный полноформатный альбом Cut Chemist, выпущенный в 2006 году.
«The Audience is Listening Theme Song» (последний трек альбома) был использован корпорацией Apple в рекламе iPod nano второго поколения.

## Список композиций
1. «Motivational Speaker» — 1:48
2. «(My 1st) Big Break» — 4:30
3. «The Lift» — 1:25
4. «The Garden» — 6:16
5. «Spat» — 2:21
6. «What’s the Altitude» (feat. Hymnal) — 4:23
7. «Metrorail Thru Space» — 3:56
8. «Storm» (feat. Edan & Mr. Lif) — 3:28
9. «2266 Cambridge» (feat. Thes One) — 2:34
10. «Spoon» — 5:31
11. «A Peak in Time» — 4:52
12. «The Audience Is Listening Theme Song» — 2:20

## Семплы
| - (My 1st) Big Break «School For Robots» в исполнении Bruce Haack «Immer Lusting» в исполнении Guru Guru - The Lift «Thoughts In Time» в исполнении Harley Toberman - The Garden «Berimbau» в исполнении Аструд Жилберту - Spat «Tribal Jam» в исполнении X Clan «O Superman» в исполнении Лори Андерсон - What’s the Altitude «Big Footin» в исполнении the Parliament «Sea of Time» в исполнении Curtis Knight | - Storm «Paid in Full» в исполнении Eric B. & Rakim «Uranian Willy/Towers Open Fire» в исполнении William S. Burroughs - Spoon «Usta Me Ogrzej» в исполнении Breakout - A Peak in Time «Dois Mil E Um» в исполнении Жиберту Жила - The Audience Is Listening Theme Song «Jimmy James» в исполнении Beastie Boys |